# China Northern Airlines
China Northern Airlines (chiń. 中国北方航空;; pinyin Zhōngguó Běifāng Hángkōng) – nieistniejące chińskie linie lotnicze założone w 1990, z siedzibą w mieście Shenyang.
Poza Shenyang, linie operowały również z Harbinu, Changchun oraz Sanya.

## Historia
China Northern Airlines były jedną z sześciu linii wydzielonych z Administracji Lotnictwa Pasażerskiego Chin (CAAC). Linia wykonywała głównie loty krajowe, oraz obsługiwała połączenia do Korei Północnej, Korei Południowej oraz Japonii.
W 2002 linie ogłosiły zamiar połączenia się z China Southern Airlines. Do zaprzestania prowadzenia działalności doszło 12 listopada 2004. W tym czasie flota składała się z 10 samolotów marki Airbus oraz 33 McDonnell Douglas, całość została przejęta przez nowego właściciela.